# Thauvenay
Thauvenay és un municipi francès, situat al departament de Cher i a la regió de Centre – Vall del Loira. L'any 2007 tenia 342 habitants.

## Demografia

### Població
El 2007 la població de fet de Thauvenay era de 342 persones. Hi havia 142 famílies, de les quals 44 eren unipersonals (20 homes vivint sols i 24 dones vivint soles), 39 parelles sense fills, 51 parelles amb fills i 8 famílies monoparentals amb fills.
La població ha evolucionat segons el següent gràfic:
Habitants censats

### Habitatges
El 2007 hi havia 212 habitatges, 140 eren l'habitatge principal de la família, 62 eren segones residències i 10 estaven desocupats. 206 eren cases i 1 era un apartament. Dels 140 habitatges principals, 112 estaven ocupats pels seus propietaris, 23 estaven llogats i ocupats pels llogaters i 5 estaven cedits a títol gratuït; 4 tenien una cambra, 8 en tenien dues, 25 en tenien tres, 44 en tenien quatre i 59 en tenien cinc o més. 87 habitatges disposaven pel capbaix d'una plaça de pàrquing. A 65 habitatges hi havia un automòbil i a 64 n'hi havia dos o més.

### Piràmide de població
La piràmide de població per edats i sexe el 2009 era:
| Homes | Edats   | Dones |
| ----- | ------- | ----- |
| 0     | 95 o +  | 0     |
| 0     | 90 a 94 | 0     |
| 8     | 85 a 89 | 0     |
| 0     | 80 a 84 | 8     |
| 8     | 75 a 79 | 0     |
| 4     | 70 a 74 | 4     |
| 8     | 65 a 69 | 4     |
| 12    | 60 a 64 | 8     |
| 8     | 55 a 59 | 16    |
| 0     | 50 a 54 | 8     |
| 28    | 45 a 49 | 16    |
| 8     | 40 a 44 | 12    |
| 20    | 35 a 39 | 12    |
| 8     | 30 a 34 | 8     |
| 0     | 25 a 29 | 8     |
| 4     | 20 a 24 | 4     |
| 12    | 15 a 19 | 0     |
| 16    | 10 a 14 | 0     |
| 8     | 5 a 9   | 16    |
| 8     | 0 a 4   | 8     |

## Economia
El 2007 la població en edat de treballar era de 209 persones, 156 eren actives i 53 eren inactives. De les 156 persones actives 149 estaven ocupades (78 homes i 71 dones) i 7 estaven aturades (4 homes i 3 dones). De les 53 persones inactives 18 estaven jubilades, 19 estaven estudiant i 16 estaven classificades com a «altres inactius».

### Ingressos
El 2009 a Thauvenay hi havia 133 unitats fiscals que integraven 335 persones, la mediana anual d'ingressos fiscals per persona era de 16.654 €.

### Activitats econòmiques
Dels 7 establiments que hi havia el 2007, 1 era d'una empresa de construcció, 1 d'una empresa de comerç i reparació d'automòbils, 2 d'empreses de transport, 1 d'una empresa d'hostatgeria i restauració i 2 d'empreses de serveis.
L'únic servei als particulars que hi havia el 2009 era un guixaire pintor.
L'any 2000 a Thauvenay hi havia 8 explotacions agrícoles.

## Equipaments sanitaris i escolars
El 2009 hi havia una escola elemental integrada dins d'un grup escolar amb les comunes properes formant una escola dispersa.

## Poblacions més properes
El següent diagrama mostra les poblacions més properes.